# Hoya pimentehana
Hoya pimentehana är en oleanderväxtart som beskrevs av D. Kloppenburg. Hoya pimentehana ingår i släktet Hoya och familjen oleanderväxter. Inga underarter finns listade i Catalogue of Life.